# OZ (岩井恭平・刻夜セイゴの漫画)
『Oz-オズ-』は、原作：岩井恭平、漫画：刻夜セイゴによる日本の漫画。『月刊コミックアライブ』（メディアファクトリー）にて2008年11月号より連載。単行本は全6巻。童話『オズの魔法使い』をモチーフとしている。

## あらすじ
深刻化する環境汚染や資源の枯渇、増え続ける人間たち…あらゆる問題が氾濫する近未来に解決策として生み出された感覚接続による電子空間「GAIA」。忠実に五感を再現するGAIAだが、人を死に至らしめる「痛覚」だけは不必要として排除されていた。GAIAでの学生生活を送る少年・大野結利は、「Oz」と呼ばれる1枚のカードを拾ったことで現実世界へ戻れなくなってしまう。困惑するユーリの前に不敵な笑みを浮かべた一人の少女が現れ、待ちわびたように右手を差し出す。「返せよ、それは、アタシんだ」。ここは誰も見たことがない“痛み”のない新世界。

### 世界設定
20世紀末から始まった発展途上国の急激な進歩によってあらゆる問題が浮かび上がった。環境汚染、地球資源の枯渇、人口増加、資本主義拡大による先進国と発展途上国の格差。問題解決の糸口として宇宙開発が注目されるも、地球外資源開発や熱惑星への人類移住計画はことごとく失敗する。現実的な解決策が見つからないまま各国間によるエネルギーの争奪戦が熾烈を極めたころ、日本政府による、ある計画が世界の注目を集めた。極めて省エネルギーかつ超巨大規模の感覚接続電子空間「GAIA計画」である。21世紀初頭の日本を忠実に再現したその第三世界は誕生から十数年が経過し、世界中の経済と教育の中心地として進化を続けている。

## 登場人物
声は「真・週刊コミックTV＋ 第67回 コミドラ」の担当声優。

### Oz所有者
大野結利（おおの ゆうり）
声 - 江口拓也
本作の主人公。通称：ユーリ。15 - 16歳（高校1年生）。
基本的に厄介事には首を突っ込まないタイプだが、困っている人を見ると放っておけない性格。また思慮が浅い傾向にあり、よく考えずに行動した結果ピンチに陥ることもある。
「痛み」を忘れるためにGAIAに接続し続けているため友人には「接続中毒者（ジャンキー）」と揶揄されるほどだが、一方でGAIAに慣れることができず思わず「痛ッ」と言ってしまったり「相手はもしかして痛いかも」という思いを捨てられずにいたりする。そのせいか、他人の攻撃を避けようとする癖が付いている。
Ozカードの所有者（所得者）で、所有カードは「Girl」。
成績は悪いが、運動能力やとっさの機転は悪くないようで、「人形遣い」とも対等以上に渡り合った。
七海高校での騒動の後、金堂からGAIA特別捜査室との捜査協力を要請された。
ドロシー
声 - 大久保瑠美
ユーリの目の前に突然現れた素性不明の少女。並乳。
Ozカード「Girl」の遺失者らしく、ユーリにカードの返還を求めた。しかしその時にはユーリのカードの所有手続きが完了していたため、ユーリと行動を共にすることになる。主にユーリに指示を出す。
ハッキングの腕前は超一流でセキュリティをかいくぐってのデータ全削除、バックアップデータの改竄、人間に見せかけた囮（デコイ）の大量作成を軽々と同時に行なって見せる。
普段の言動はただのバカでユーリには呆れられ、夏とは会う度に喧嘩している。
「それがあれば元の世界に帰れる」と言い、Ozカードに異常な執着を見せている。賞金には興味がないようで、ユーリに全額やると言い放った。
痛みを感じたことがなく、どのような感覚なのか理解していない。羞恥心は人一倍強いようだが、奇特な行動は平気でする。
また、GAIAには彼女がいた痕跡が一切残されていない。
その正体は生まれた時から現実世界で目を覚まさない少女。初期のGAIAに接続され、座標を見失われたままその中で生き続けている。
現実世界の身体はボロボロであり、未知の感覚「痛覚」で強制的に自分を覚醒させようとしている。しかし痛覚に対する恐怖は人一倍強い。
もっともGAIAを知る人物であり、取り込まれる危険はあるがGAIAと直接リンクすることができる。
GAIAの創造主「魔法使い」とは何らかのかかわりがある様子。
ハルハル
声 - 望月久代
通称「狙撃者」。13歳。年齢の割に巨乳。
Ozカード「Lion」の前所有者。発展途上国の反GAIA組織の一員。
心根は優しく仲間たちから託されたマネーを使うのをためらったり、食事を与えてくれたユーリに恩を感じたりしているような描写がある。
その一方でGAIAを強く憎み、それを破壊するためならば容赦なく攻撃行動をとる。
GAIA接続前に薬品で肉体強化されたためだろうか、「3年後には生きているかどうかもわからない」と独白している。
七海高等学校での騒動の際、「人形遣い」にOzカードを奪われている。
沖南火遊（おきな ひあそび）
通称「人形遣い」。年齢不詳。
Ozカード「Tin man」および「Lion」の現所有者。「Tin man」前所有者の賢人「魔女」を殺害しカードを手に入れたとされている。
「贋作師（コピーマン）」の通称で賞金を懸けられていた犯罪者だが、金堂に拾われてGAIA特別捜査室に勤務するようになった。しかしOz使いだと判明し、逃走した。
「贋作師」としての技能を用い、手に入れた「Lion」のカードを不完全ながら複製することに成功している。
気弱で空気の読めない青年を演じていたが、素は非常に粗暴かつ残忍。自分のためならば何でもする人間である。
生前の「魔女」には好意を寄せられており、沖南も心を開きつつあったようである。
マグノリア
通称「魔女」。年齢不詳。
Ozカード「Tin man」の前所有者。死亡している。
「賢人」のリーダーであり、Ozカードを用いるため横領を行っていた。
惚れやすいのか、金堂にことごとく振られ続けた直後に沖南を食事に誘っている。
沖南に誘いを受け入れられた際に、初めて食事の誘いを受け入れられた喜びから錯乱し、Ozカードの製作者を明かしてしまっている。
「良い魔女」を自称していたが、Ozを巡るGAIAの混沌を回避するため、そして「金が欲しい」と漏らした沖南のために全電子マネーを掌握しようとし、当の沖南に「悪い魔女」と断じられ銃で撃たれてしまう（沖南はOzカード所有者が怪我をすることを知らなかった）。
沖南を庇ってその傷を隠すため、Ozプログラム「斧」で自害した。

### 七海高等学校
マサムネ
声 - 下和田ヒロキ
ユーリのクラスメイト。金髪。
ひょうきんな性格で、ユーリを弄っているが、Ozカードを持っているユーリを事情も聞かずにかばうなど、良き友人である。
大河ドラマや演歌を好みドラマの高画質データにつられて（無謀と知りつつ）ドロシーと夏の喧嘩を仲裁しようとしたり、カラオケで演歌を熱唱したりする。こぶしの利いた歌声らしい。
夏（なつ）
声 - 原紗友里
ユーリのクラスメイト。貧乳。
基本的には明るい性格だが、嫉妬深い一面もある。また定期テスト前にはその成績の良さから「神以上」を自称して騒ぎだす。
ユーリに思いを寄せており、ドロシーとユーリとの関係には釈然としないものがあるよう。
桜屋敷舞桜（さくらやしき　まお）
セキュリティ部部長。賞金首を捕まえたといううわさがあるほどのセキュリティ技術を持つ部のトップ。サラシを巻いている。貧乳。
違法プログラムの探知、消去デバイスとして日本刀のようなプログラムを用いる。口癖は「その首跳ね飛ばす」。
七海高校での騒動の際はOzカードの情報を得られず振り回され沖南に人形にもされたが、その後GAIA特別捜査室から捜査協力要請を受けている。

### GAIA特別捜査室
金堂アデル（こんどう アデル）
GAIA特別捜査室長。オールバックの髪型で眼鏡をかけている。イケメン。
妻と1人の娘がいる。娘を愛しており事件捜査中はどこから攻撃を受けるかわからないという理由で他人からは（妻からでさえも）何も受け取らないが、娘からは受け取る。
その容姿、実績、経歴、財産から王には恋愛感情を持たれている。人使いは荒いようで、沖南には憎まれている。
賢人「魔女」の横領事件を捜査していたがOzカードの解析をしていた彼女が殺害されOzカードについて知り、そのカードの所有者を殺人事件の容疑者として追っている。
「魔女」にも恋愛感情を持たれていたようだが、ことごとく振っている。当時、妻がいたかどうかは不明。
沖南に長期間、幾度も人形にされていたにもかかわらず正気を保てていた唯一の人物。人形として与えられていた命令は「沖南の代わりにOzカードを持ち、賞金が増えたら報告する」。人形にされている間は意識がもうろうとした状態になっていた。
ハルハルに狙撃され、アヴァター腹部に穴があいている。
王華虎（ワン ファフー）
元賞金首で、当時の通称は「大輪弾（マイティ・ブロウ）」。現実世界で恋人に振られたショックで全てを失い、逃げ込んだGAIAのあまりの美しさに憎しみを覚えて八つ当たりの破壊行動を行ううちに懸賞金がかけられていた。
金堂に取り押さえられ、特別捜査室に勤務するよう勧誘され承諾。その時に彼に一目ぼれするが、3秒で散る。金堂に対する感情はある種の崇拝となっている。
ユーリとの戦闘中、ハルハルに狙撃されアヴァターが消滅した。

## 用語
GAIA
超巨大規模の感覚接続電子空間。エネルギー問題の解決策として提唱、実行された。
カプセル型の接続装置「Bed」から接続することで、自身の姿を模したアヴァターとなって行動することができる。
「楽土の設計図（ガイアシステム）」と呼ばれるプログラムに従って動いており痛覚が排除されているほか、アヴァターの破損や現実世界では到底不可能なこと（アヴァターの転移や肉体強化等）は通常起こり得ないようになっている。
接続には一定以上の収入と地位が必要とされるため、それに不満を覚える発展途上国には反GAIA組織も存在している。
マネー
いわゆるお金。世界三大マネーとして「イェン」「ドル」「GEO」が存在し、その他さまざまなジャンクマネーがある。
カードを購入することで取り扱えるようになり、カードごとに扱える種類が決まっている。基本的に、三大マネー全てを扱えるカードはない。
Ozカード
楽土の設計図から逸脱したカード。楽土の設計図上あり得ないプログラムを使用することができ、また三大マネー全てやOzマネーという特殊なマネーを扱える。
所有者登録すると所有者は楽土の設計図から逸脱した存在となり痛覚を得、怪我をするようになる。また所有者のBedには大きな負荷がかかり、一般家庭用のBedでは爆発事故を引き起こす。
カードは現時点では「Girl」「Lion」「Tin man」「Scarecrow」の4種類が確認されており、それぞれ使用できるプログラムが異なる。
プログラムを使用するとOzマネーがコストとしてプールされ、所有者が一人になった時点でプールされたマネーがその所有者のものとなる。
コストが大きいプログラムほど、その効力は大きい傾向にある。しかし3秒以内に連続してプログラムを使用すると回数に応じて性能が上がるコンボ機能が付いているため、コストの小さいプログラムの方が有利である場合もある。
Ozプログラムで攻撃された一般人は精神が耐えられず、遅かれ早かれ昏睡状態になる。「銀の靴」による転移は攻撃に含まれない。「tin」は解除すれば昏睡状態には陥らない。
Girl
使用可能プログラムは「魔法（マジック）」「竜巻「トルネード」の2つ。
「竜巻」はコスト100万OzでGAIAの初期化を行なうプログラム、「魔法」はコスト0で任意のプログラムを作成するプログラム。
ユーリは「魔法」で「銀の靴（シルバーシューズ）」を作成した。
銀の靴
コスト10Ozで、物体を任意の座標から別座標へ転移させるプログラム。
その低コストから、使い手のユーリが他のOz使いからカモとされていたが、実はその使い方によっては最強のプログラムにもなる。
ただしプログラム処理は使用者の脳で行われるため、身体に触れた銃弾を全て敵に当たるように転移させるなどの無理な使い方をすると脳が耐えられないこともある。
Lion
使用可能プログラムは現時点では「毛皮（コート）」「爪（クロー）」「牙（ファング）」の3つが確認されている。
「毛皮」はコスト80Ozの肉体強化プログラム、「爪」はコスト100Ozのナイフプログラム、「牙」はコスト120Ozのライフル射撃プログラムである。
Tin man
使用可能プログラムは現時点では「tin」「斧（ハチェット）」の2つが確認されている。
「tin」はコスト200Ozでアヴァターを自分の操り人形にするプログラム、「斧」はコスト150Ozの巨大な斧のプログラムである。
Scarecrow
何らかの迎撃プログラムが使用可能だと判明している。
賢人（ワイズマン）
膨大な情報量を統括・管理するGAIAプロジェクトチームの中でも、天才的なプログラミング技術を持つ6人（「魔女」の死後は5人？）のトップメンバーのこと。
政府要人の扱いを受けているようである。

## 書誌情報
- 原作：岩井恭平、漫画：刻夜セイゴ『Oz-オズ-』 メディアファクトリー〈MFアライブコミックス〉、全6巻
  1. 2008年11月22日発売、ISBN 978-4-8401-2298-6
  2. 2009年3月23日発売、ISBN 978-4-8401-2546-8
  3. 2009年10月23日発売、ISBN 978-4-8401-2930-5
  4. 2010年3月23日発売、ISBN 978-4-8401-2998-5
  5. 2010年11月22日発売、ISBN 978-4-8401-3704-1
  6. 2011年4月23日発売、ISBN 978-4-8401-3789-8